# Glossolepis ramuensis
Glossolepis ramuensis је зракоперка из реда Atheriniformes.

## Угроженост
Подаци о распрострањености ове врсте су недовољни.

## Распрострањење
Ареал врсте је ограничен на једну државу. 
Папуа Нова Гвинеја је једино познато природно станиште врсте.

## Станиште
Станиште врсте су слатководна подручја. 
Врста је присутна на подручју острва Нова Гвинеја.